# René François Artois
René François Artois je hlavní postava britského komediálního seriálu Haló, haló!, ztvárněnou hercem Gordenem Kayem.
René je vlastníkem malé kavárny (Café Artois) ve francouzském městečku Nouvion, okupovaném Němci během druhé světové války. Povahou je spíše zbabělec a s válkou by nejradši neměl nic společného. Snaží se hlavně udržet v tajnosti svůj románek se servírkou Yvette před svou ženou a poměr s druhou servírkou Marií před svou ženou a Yvette. 
René je ale přinucen šéfkou místních partyzánů Michelle ukrývat v kavárně sestřelené britské letce, které se stále nedaří dopravit zpátky do Anglie, a šeptanda o něm šíří zvěsti jako o „největším hrdinovi francouzského odboje“.
Má velmi špatný vztah se svou tchyní, kterou obvykle nazývá starou můrou.  
Zároveň ale také musí ukrývat vzácný obraz Padlá Madona s velkými balónky od von Klompa. K tomu ho donutí německý velitel města, plukovník von Strohm, který obraz schovává před gestapem, aby ho po válce mohl výhodně prodat.
Krom toho je René také pronásledován zženštilým poručíkem Gruberem, který si špatně vyloží poznámku, že je také „jedním z nich“.